# Gaál Albert
Gaál Albert (Rákospalota, 1928. szeptember 24. – Budapest, 2000. január 18.) filmrendező.

## Életpályája
Szülei Gaál Albert és Bacsik Margit voltak. 1952–1956 között az ELTE hallgatója volt. 1956–1959 között könyvkiadói lektorként dolgozott. 1959–től 1964-ig  között a Színház- és Filmművészeti Főiskola színházrendező szakos hallgatója volt. 1964-től a Magyar Televízió rendezője volt. 1969-ben elindította a Nyitott könyv című sorozatot.

## Magánélete
1955-ben házasodott először Helfenbein Juliannával, akitől 1956 márciusában egy lánygyermeke született, akit Juditnak neveztek el. Az első felesége 40 évesen meghalt. 1979-ben házasságot kötött Pechó Annával. Két gyermekük született: Anna (1980) és Albert (1985).

## Filmjei
- Az arcnélküli város (1960)
- Türelmetlen szeretők (1967)
- A hetedik kocsi (1970)
- Mi van Verával? (1970)
- Asszonyok mesélik (1971)
- Poldini úr (1971)
- Férfiak mesélik… (1972)
- Vonalra várva (1972)
- Apaszív (1972)
- Velünk kezdődik minden (1973)
- Átmenő forgalom (1973)
- 12 egy tucat (1973)
- Város, esti fényben (1974)
- Nagy idők tanúja (1974)
- A tolvaj és a bírák (1975)
- Isten malmai (1975)
- Győzelem (1976)
- Mérnök úr vagyok (1976)
- Simon és Clotilde (1976)
- Szemetes trilógia (1977)
- Volt egyszer egy színház (1977)
- Feltételes vallomás (1978)
- Gyerekjáték (1978)
- Az erőd (1979)
- Mi az, öreg? (1979)
- Kilencven perc (1979)
- Szerencsétlen flótás (1980)
- Tessék engem elrabolni… (1980)
- Kényszerzubbony (1981)
- Soror Dolorosa (1981)
- A világ legkisebb szerelme (1982)
- A nagy mutatvány – Tériszony (1982)
- A sárkány menyegzője (1983)
- Erkölcstelen történet (1984)
- A fészek melege (1987)
- Hosszú szökés (1987)
- A védelemé a szó (1988)
- Jubileum (1988)
- Családi kör – Amíg élsz, remélj! (epizód) (1994)

## Díjai
- Munka Érdemérem
- Felszabadulás Jubileumi Érem
- Szocialista Kultúráért
- A pozsonyi fesztivál fődíja (1981)
- MTV-életműnívódíj (1995)